# Bodil/Bester Hauptdarsteller
Gewinner des dänischen Filmpreises Bodil in der Kategorie Bester Hauptdarsteller (Bedste mandlige hovedrolle). Der Verband der dänischen Filmkritiker und Drehbuchautoren (dänisch Filmmedarbejderforeningen) vergibt seit 1948 alljährlich seine Auszeichnungen für die besten Filmproduktionen und Filmschaffenden Ende Februar beziehungsweise Anfang März auf einer Gala in Kopenhagen.
Am erfolgreichsten in dieser Kategorie waren Frits Helmuth (1978, 1990, 1994) und Jesper Christensen (1979, 2001 und 2006), die jeweils dreimal triumphieren konnten. Mit je einem weiteren Sieg in der Kategorie Bester Nebendarsteller sind beide gemeinsam mit Nikolaj Lie Kaas (2012 als bester Hauptdarsteller und dreimal als bester Nebendarsteller ausgezeichnet) auch die am häufigsten geehrten Schauspieler. Als bisher einzige nicht-skandinavische Schauspieler konnten sich 1971 und 2010 der Brite Paul Scofield (King Lear) beziehungsweise der US-Amerikaner Willem Dafoe (Antichrist) in die Siegerliste einreihen.

## Preisträger 1948–1999
| Jahr       | Preisträger           | Filmtitel                      | Deutscher Titel                                     |
| ---------- | --------------------- | ------------------------------ | --------------------------------------------------- |
| 1948       | Poul Reichhardt       | Soldaten og Jenny              | nicht bekannt                                       |
| 1949       | Mogens Wieth          | Kampen mod uretten             | nicht bekannt                                       |
| 1950       | Erik Mørk             | Susanne                        | nicht bekannt                                       |
| 1951       | Preben Lerdorff Rye   | I gabestokken                  | nicht bekannt                                       |
| 1952       | Preis nicht vergeben  | Preis nicht vergeben           | Preis nicht vergeben                                |
| 1953       | Per Buckhøj           | Adam og Eva                    | nicht bekannt                                       |
| 1954       | Angelo Bruun          | Hendes store aften             | nicht bekannt                                       |
| 1955       | Emil Hass Christensen | Ordet                          | Das Wort                                            |
| 1956       | Ove Sprogøe           | På tro og love                 | nicht bekannt                                       |
| 1957       | Peter Malberg         | Ingen tid til kærtegn          | Sei lieb zu mir                                     |
| 1958       | Gunnar Lauring        | Krudt og klunker               | nicht bekannt                                       |
| 1959       | Preben Lerdorff Rye   | En fremmed banker på           | Ein Fremder klopft an                               |
| 1960       | Kjeld Petersen        | Vi er allesammen tossede       | nicht bekannt                                       |
| 1961       | Henning Moritzen      | Forelsket i København          | Verliebt in Kopenhagen                              |
| 1962       | John Price            | Duellen                        | Das Duell                                           |
| 1963       | Jarl Kulle            | Den kære familie               | Feine Leute – so wie wir                            |
| 1964       | Ole Wegener           | Sekstet                        | nicht bekannt                                       |
| 1965       | Morten Grunwald       | 5 mand og Rosa                 | Jungfernstreich                                     |
| 1966       | John Price            | Naboerne                       | nicht bekannt                                       |
| 1967       | Per Oscarsson         | Sult                           | Hunger                                              |
| 1968       | Jesper Langberg       | Sådan er de alle               | nicht bekannt                                       |
| 1969       | Jesper Klein          | Balladen om Carl-Henning       | nicht bekannt                                       |
| 1970       | Preis nicht vergeben  | Preis nicht vergeben           | Preis nicht vergeben                                |
| 1971       | Paul Scofield         | King Lear                      | nicht bekannt                                       |
| 1972       | Ove Sprogøe           | Den forsvundne fuldmægtig      | nicht bekannt                                       |
| 1973       | Ole Ernst             | Flugten                        | nicht bekannt                                       |
| 1974       | Dirch Passer          | Mig og mafiaen                 | nicht bekannt                                       |
| 1975       | Ove Sprogøe           | Olsen-bandens sidste bedrifter | Der (voraussichtlich) letzte Streich der Olsenbande |
| 1976       | Preis nicht vergeben  | Preis nicht vergeben           | Preis nicht vergeben                                |
| 1977       | Jens Okking           | Strømer                        | nicht bekannt                                       |
| 1978       | Frits Helmuth         | Lille spejl                    | nicht bekannt                                       |
| 1979       | Jesper Christensen    | Hør, var der ikke en som lo    | nicht bekannt                                       |
| 1980       | Allan Olsen           | Johnny Larsen                  | Johnny Larsen                                       |
| 1981       | Buster Larsen         | Jeppe på bjerget               | Jeppe vom Berge                                     |
| 1982       | Otto Brandenburg      | Gummi-Tarzan                   | Gummi Tarzan                                        |
| 1983       | Ole Ernst             | Der er et yndigt land          | nicht bekannt                                       |
| 1984       | Peter Hesse Overgaard | Isfugle                        | Schrei des Dornenvogels                             |
| 1985– 1986 | Preis nicht vergeben  | Preis nicht vergeben           | Preis nicht vergeben                                |
| 1987       | Michael Falch         | Mord i mørket                  | Mord im Dunkeln                                     |
| 1988       | Max von Sydow         | Pelle Erobreren                | Pelle, der Eroberer                                 |
| 1989       | Ole Lemmeke           | Himmel og Helvede              | nicht bekannt                                       |
| 1990       | Frits Helmuth         | Dansen med Regitze             | Tanzen mit Regitze                                  |
| 1991       | Tommy Kenter          | Lad isbjørnene danse           | Laß die Eisbären tanzen                             |
| 1992       | Ole Lemmeke           | De nøgne træer                 | Der Feind im Inneren                                |
| 1993       | Søren Østergaard      | Kærlighedens smerte            | nicht bekannt                                       |
| 1994       | Frits Helmuth         | Det forsømte forår             | nicht bekannt                                       |
| 1995       | Ernst-Hugo Järegård   | Riget                          | The Kingdom – Hospital der Geister                  |
| 1996       | Ulf Pilgaard          | Farligt venskab                | Brain X Change                                      |
| 1997       | Max von Sydow         | Hamsun                         | Hamsun                                              |
| 1998       | Holger Juul Hansen    | Riget II                       | The Kingdom – Hospital der Geister II               |
| 1999       | Ulrich Thomsen        | Festen                         | Das Fest                                            |

## Preisträger und Nominierungen 2000–2009
2000
Henrik Lykkegaard – Bornholms stemme
Anders W. Berthelsen – Mifune – Dogma III (Mifunes sidste sang)
Niels Olsen – Der einzig Richtige (Den eneste ene)

2001
Jesper Christensen – Die Bank (Bænken)
Anders W. Berthelsen – Italienisch für Anfänger (Italiensk for begyndere)
Peter Gantzler – Italienisch für Anfänger (Italiensk for begyndere)
Thure Lindhardt – Her i nærheden
Søren Pilmark – Flickering Lights (Blinkende lygter)

2002
Jens Okking – Ein Jackpot für Helene (At klappe med een hånd)
Nikolaj Lie Kaas – Ein richtiger Mensch (Et rigtigt menneske)
Troels Lyby – Shake It All About (En kort en lang)
Lars Mikkelsen – Kira (En kærlighedshistorie)
Sven Wollter – En sang for Martin

2003
Jens Albinus – At kende sandheden
Ole Ernst – Okay
Jørgen Kiil – Kleine Missgeschicke (Små ulykker)
Mads Mikkelsen – Open Hearts (Elsker dig for evigt)

2004
Ulrich Thomsen – Das Erbe (Arven)
Lars Brygmann – Stealing Rembrandt – Klauen für Anfänger (Rembrandt)
Jakob Cedergren – Stealing Rembrandt – Klauen für Anfänger (Rembrandt)
Mads Mikkelsen – Dänische Delikatessen (De grønne slagtere)
John Turturro – Fear X

2005
Mads Mikkelsen – Pusher II
Anders W. Berthelsen – King’s Game (Kongekabale)
Nikolaj Lie Kaas – Brothers – Zwischen Brüdern (Brødre)
Mikael Persbrandt – Dag och natt
Ulrich Thomsen – Brothers – Zwischen Brüdern (Brødre)

2006
Jesper Christensen – Totschlag – Im Teufelskreis der Gewalt (Drabet)
Bjarne Henriksen – Chinaman (Kinamand)
Thure Lindhardt – Nordkraft
Troels Lyby – Anklaget
Mikael Persbrandt – Bang Bang Orangutang

2007
Nicolas Bro – Offscreen
David Dencik – En Soap (En soap)
Janus Dissing Rathke – Der Traum (Drømmen)
Rolf Lassgård – Nach der Hochzeit (Efter brylluppet)
Mads Mikkelsen – Prag

2008
Jesper Asholt – Kunsten at græde i kor
Kim Bodnia – Ekko
Lars Brygmann – Hvid nat
David Dencik – Alles außer Liebe (Uden for kærligheden)
Jannik Lorenzen – Kunsten at græde i kor

2009
Jakob Cedergren – Frygtelig Lykkelig
Henning Jensen – Gaven
Thure Lindhardt – Tage des Zorns (Flammen og Citronen)
Dar Salim – Gå med fred Jamil
Ulrich Thomsen – Wen du fürchtest (Den du frygter)

## Preisträger und Nominierungen 2010–2019
2010
Willem Dafoe – Antichrist
Kristian Halken – Old Boys
Cyron Melville – Vanvittig forelsket
Lars Mikkelsen – Headhunter

2011
Pilou Asbæk – R
Jakob Cedergren – Submarino
David Dencik – Bruderschaft (Broderskab)
Mikael Persbrandt – In einer besseren Welt (Hævnen)
Peter Plauborg  – Submarino

2012
Nikolaj Lie Kaas – Dirch
Anders W. Berthelsen – Superclassico … meine Frau will heiraten! (SuperClásico)
Jesper Christensen – Eine Familie (En familie)

2013
Mikkel Boe Følsgaard – Die Königin und der Leibarzt (En kongelig affære)
Pilou Asbæk – Hijacking – Todesangst … In der Gewalt von Piraten (Kapringen)
Lars Mikkelsen – Viceværten
Mads Mikkelsen – Die Königin und der Leibarzt (En kongelig affære)
Søren Malling – Hijacking – Todesangst … In der Gewalt von Piraten (Kapringen)

2014
Mads Mikkelsen – Die Jagd (Jagten)
Nicolas Bro – Spies & Glistrup
Jakob Cedergren – Sorg og glæde
Gustav Dyekjær Giese – Nordvest
Stellan Skarsgård – Nymphomaniac

2015
Henrik Birch – Der Mondfisch (Klumpfisken)
Mikael Persbrandt – En du elsker
Villads Boye – Speed Walking (Kapgang)
Uffe Rørbæk – Det andet liv

2016
Roland Møller – Unter dem Sand – Das Versprechen der Freiheit (Under sandet)
Pilou Asbæk – A War (Krigen)
Joachim Fjelstrup – Itsi Bitsi (Steppeulven)
Peter Plaugborg – The Idealist – Geheimakte Grönland (Idealisten)
Ulrich Thomsen – Sommer ’92 (Sommeren ’92)

2017
Søren Malling – Parents (Forældre)
Martin Buch – Swinger
David Dencik – Fuglene over sundet
Mikkel Boe Følsgaard – Die Standhaften (De standhaftige)
Ulrich Thomsen – Die Kommune (Kollektivet)

2018
Dejan Čukić – Fantasten
Mikkel Boe Følsgaard – Pound for Pound (Den bedste mand)
Elliott Crosset Hove – Winterbrüder (Vinterbrødre)
Sebastian Jessen – Mens vi lever
Dar Salim – Darkland (Underverden)

2019
Jakob Cedergren – The Guilty (Den skyldige)
Rasmus Bjerg – Så længe jeg lever
Matt Dillon – The House That Jack Built
Ardalan Esmaili – Der Charmeur (Charmøren)
Anders Matthesen – Der karierte Ninja (Ternet ninja)

## Preisträger und Nominierungen ab 2020
2020
Jesper Christensen – Før frosten
Jacob Lohmann – De frivillige
Mohammed Ismail Mohammed – Sons of Denmark (Danmarks sønner)
Esben Smed – Daniel (Ser du månen, Daniel)
Zaki Youssef – Sons of Denmark (Danmarks sønner)

2021
Mads Mikkelsen – Der Rausch (Druk)
Mikkel Boe Følsgaard – Eine total normale Familie (En helt almindelig familie)
Jacob Lohmann – Shorta – Das Gesetz der Straße (Shorta)
Simon Sears – Shorta – Das Gesetz der Straße (Shorta)
Ulrich Thomsen – Vores mand i Amerika

2022
Anders Matthesen – Der karierte Ninja 2 (Ternet Ninja 2)
Alex Høgh Andersen – Das Bombardement (Skyggen i mit øje)
Bertram Bisgaard Enevoldsen – Das Bombardement (Skyggen i mit øje)
Nikolaj Coster-Waldau – Dinner for Two (Smagen af sult)
Simon Bennebjerg – Pagten

2023
Elliott Crosset Hove – Vanskabte Land
Anders W. Berthelsen – Bamse
Mehdi Bajestani – Holy Spider
Morten Hee Andersen – Krysantemum
Ole Sørensen – Resten af livet

2024
Mads Mikkelsen – Bastarden